# Музика Авганистана
Музика Авганистана се састоји од више различитих врста класичне музике, народне музике и модерне популарне музике. Авганистан има богато музичко наслеђе и садржи мешавину персијских мелодија, индијских композиционих принципа и звукова етничких група као што су Паштуни, Таџици и Хазари. Инструменти који се користе варирају од индијских табли до лаута, а њехова класична музика је уско повезана са Хинду класичном музиком. Текстови широм Авганистана су обично на Дари и Паштунском језику. Мултиетнички град Кабул дуго је регионална културна престоница, али странци су се фокусирали на град Херат, који је центар културе која је блиско повезана са иранском музиком него у остатку земље.

## Народна и традиционална музика

### Религијска музика
Авганистански концепт музике је блиско повезан са инструментима, па се религијско певање без пратње не сматра музиком. Рецитација Курана је важна врста верских перформанси без пратње. Група Чишти суфија из Кабула је изузетак у томе што у свом богослужењу користе инструменте попут рубаба, табла и хармонијум; ова музика се зове "тати" ("храна за душу").

### Патриотска музика
Многе патриотске песме за Авганистан су направљене. Једна од најпознатијих песама је песма Устада Авалмира - "Да Замонг Зеба Ватан" (Ово је наша прелепа домовина на Паштунском језику), отпевана током седамдесетих година. Још једна популарна песма је "Ватан" (Домовина) Абдула Вахаба Мададија, на персијском језику. Снимљена 1980. године, песма је тоналитета као и грчка песма под називом "Антонис" коју је компоновао Микис Теодоракис. Први стих има значење "Моја земља, моја љубав према вама је моја част". Тоналитет песме звучи веома слично као национална химна.

## Класична музика
У Авганистану не постоји само једна, већ много музичких традиција и стилова. Ове различите традиције и стилови еволуирали су током векова у контексту веома различитих етничких, језичких, регионалних, верских и класних разлика које су окарактерисале авганистанско друштво. Авганистанска музика може се класификовати на више начина. Иако је уобичајена пракса да се авганистанска музика класификује у језичке и регионалне поделе (тј. Пашту, Персијске, Логари, Шомали итд.), технички одговарајућа класификација би била да се различити облици авганистанске музике разликују искључиво њиховим музичким стилом. Дакле, авганистанска музика може се углавном поделити у четири категорије: индијска класична музика, Мохали (народни и регионални стилови), западна, а други стил је јединствен за сам Авганистан (међутим, углавном усвојен од стране персијских говорника) која се једноставно назива авганистанска музика.
Индијска класична традиција је била веома утицајна врста. Велика већина елитних уметника у Авганистану до осамдесетих година прошлог века се обучавала у индијској класичној традицији. Устад Сараханг, Рахим Бакс, Устад Насхенас и многи други певачи били су истакнути припадници овог стила. Овај стил наглашава композиције у индијском раге стилу и певању Газала у мелодијама веома сличним индијској класичној и квартској музици. Класични музички стил Авганистана назива се класик, који укључује и инструменталне и вокалне и плес стомаком, као и Тарана и Газале. Многи професионални музичари научили су северноиндијску класичну музику у Индији, а неки од њих су били индијски потомци који су се преселили из Индије у краљевски кварт у Кабулу 1860-их. Они одржавају културне и личне везе са Индијом - кроз мешовите бракове - и користе Хинду музичке теорије и терминологију, на пример рага (мелодични облик) и тала (ритмични циклус). Неки од Авганистанских класичних певача су покојни Устад Мухамед Хусеин Сараханг (1924-1983), један од главних певача Патиале Гаране у класичној музици северне Индије и веома је познат по Индији и Пакистану као савременик Устада Баде Гхулама Али Кана (1902 – 1968). Његова композиција "Паи Ашк" коришћена је као тематска песма хинди филма Мера Саја. Убаидуллах Јан Кандахараи се сматра краљем Пашто музике у јужном делу Авганистана. Умро је 1980-их година, али његову музику и даље слушају и воле становници дијаспоре Паштун широм света - углавном је слушају становници Паштуна у регијама Кандахар-Квета. Други класични певачи су Устад Касим, Устад Рахим Бакс и Устад Нато.
Друга група, Мохали (народна) музика била је више разнолика. Садржала је различите фолклорне и регионалне стилове који су еволуирали без спољног утицаја. Ови стилови укључују Катагхани, Логари, Карсак итд. који су специфични за регион и језичку групу у Авганистану. Неки истакнути уметници у овој категорији били су Хамаханг, Белтон и други. Међутим, многи други певачи, који не припадају овом жанру, с времена на време су снимали песме у Катагхани, логари, карсак итд. стиловима. Свака од ових форми имала је сопствену скалу (нису користили класичну индијску скалу рага, нити су користили западну главну или малу скалу) и углавном се састојала од познатих песама чија се композиција и текстови развијала природно током векова. Ови текстови, иако дубоки, често су били једноставни и недостајала им је поетска софистицираност познатих персијских и пашту песничких традиција.
Трећа и најпопуларнија музичка традиција у Авганистану су Пашту (која истовремено припада народној и индијској класичној традицији) и чисти авганистански музички стил. Чист авганистански музички стил је постао популаран захваљујући бесмртном авганистанском певачу Ахмаду Захиру. Овај стил је првенствено популаран публици Персије - који причају Дари језик и превазилази било какве регионалне и класне баријере. Стил се позајмљује из многих других музичких традиција као што су индијске, иранске, блискоисточне, фолклорне авганистанске традиције итд., али све ове стилове спаја у звук који је јединствен за Авганистан и одговара лиричким, поетским, ритмичким и оркестралним укусима авганистанско-персијске публике која говори Дари језик. Велика већина певача из Персије од 1970-их припада овом жанру. Поред Ахмеда Захира, најуспешнији савремени певач овог стила је Фархад Дарја. Међутим, предак ове музичке традиције био је још један авганистански певач по имену Абдул Рахим Сарбан. Сарбанове песме направиле су шаблон за јединствени музички звук на персијском језику који данас карактерише најпопуларнији авганистански музички жанр. Сарбан је изабрао поезију великих класичних песника из Персије (дари језика) и укомпоновао их је са композицијама које су укључивале елементе западног џеза и шансона са мохалским (регионалним) традицијама Авганистана. До тада је Авганистан углавном позајмљивао стилове из Ирана, Индије и других земаља. Са Сарбановим појављивањем, авганистанска музика достигла је такву величину да су угледни уметници из главних културних центара попут Ирана користили његове песме и пуштали их својој публици (на пример, бесмртни певач Игоја Гугуш је користио бројне Сарбанове песме при чему је најпопуларнија његова песма "Аи Сарбан Ахеста Ран").
Сарбанов музички стил су ефикасно усвојили Ахмад Захир, Ахмад Вали, Нашенас, Афсана, Симс Тарана, Јавад Газијар, Фархад Дариа и многи други авганистански певачи персијског језика и трансформисали га у прави препознатљив авганистански музички стил који је лако препознатљив као што је Фламенко шпански музички стил или као што су маријачи мексички музички стил.
На западну музику (која се углавном састоји од попа, а данас и рапа) утиче углавном западна музичка традиција. Међутим, упркос својој модерности, то није најпопуларнији музички жанр. Многи певачи, укључујући Ахмада Захира, певали су у овом стилу традиције (поп, рок енд рол итд.). Недавно је дошло до повећања популарности реп и хип хоп сцене и у Авганистану. Међутим, западни музички утицај на авганистанску музику наставља да буде само у областима инструментације и оркестрације; Авганистански музичари пре бирају музички језик и композиције које припадају индигенским авганистанским музичким формама, али користе западне музичке инструменте (као што су бубњеви, удараљке, гитаре итд.) како би произвели своју музику. Мало је музичара који компонују и који се баве западном музичком традицијом.

### Рубаб
Рубаб је уобичајени авганистански инструмент изгледа као лаута и претеча је индијског сарода. Рубаб се понекад сматра националним инструментом Авганистана, и зове се "лав инструмената"; један рецензент тврди да звучи као "Блискоисточни предак блузу који се појавио у Пијемонту пре 100 година". Рубаб има двокоморно тело израђено од дрвета дуда, које је одабрано како би инструменту пружило јасну боју звука. Има три главне жице и трзалицу направљен од слоноваче, кости или дрвета.
Познати свирачи рубаба су Мухамед Омар, његов познати студент Сардар Мадо, а модерни извођачи су Еса Касеми, Хомаиун Саки и Мухамед Рахим Кушнаваз.

### Домбра
Домбра је популаран народни инструмент међу Хазарима, Узбецима, Туркменима и северним Таџицима. Значајни домбура свирачи у Авганистану су Дилага Суруд, Насир Парвани, Давуд Саркош, Мир Мафтун, Сафдар Таваколи и Раџаб Хаидери. Домбура се свира са пуно ударања и гребања инструмента како би се добио ударачки звук. Две струне су направљене од најлона (у модерним временима). На задњем делу инструмента налази се мала звучна рупа, док је на врху дебео дрво. Инструмент се не лакира нити се бруси, него као и сви други авганистански инструменти поседују само неку декорацију.

### Гајчак
Гајчак је жичани инструмент који су направили Хазарци из Авганистана.

## Поп музика
Авганистан је 1925. започео са радио емитовањем, али је његова станица уништена 1929. године. Емитовање није настављено док се Радио Кабул није отворио 1940. године. Како је радио Авганистан стигао до целе земље, популарна музика је постала важнија. Парвин је 1951. постала прва Авганистанка која је певала уживо на Радију. Фарида Махваш, једна од познатих певачица, имала је велики хит са песмом "О бачех" 1977. године; она је била "можда најзначајнија" поп певачица.
Популарност модерне популарне музике није расла све до 1950-их година када је радио постао уобичајен у земљи. Користили су оркестре са авганистанским и индијским инструментима, као и европске кларинете, гитаре и виолине. Седамдесете године прошлог века биле су златно доба музичке индустрије у Авганистану. Популарна музика укључује и индијске и пакистанске филмове и музику увезену из Ирана, Таџикистана, арапског света и са других локација.

### Историја поп музике
Поп музика се појавила у Авганистану током педесетих година и постала је веома популарна до краја седамдесетих. Оно што је помогло настанку поп музике у Авганистану били су аматерски певачи из нетрадиционалних музичких позадина који су желели да представе своје таленте у студију (Радио Кабула). Ови певачи су били из породице средње и високе класе и били су образованији од певача са традиционалним музичким позадинама.
Ови аматери су увели новине у авганистанску музику и створили су модернији приступ традиционалном фолклору и класичној музици Авганистанаца. Аматерски певачи су Фархад Дарија (легенда данашње авганистанске музике), Ахмад Захир, Нашинас (Ахмад Вали), Захир Ховаида, Рахим Мехриар, Махваш, Хаидар Салим, Ехсан Аман, Најим Наваби, Салма Јахани, Шариф Газал, Хангама, Парасто, Нагма, Мангал, Фархад Дариа, Сарбан и други. Ахмад Захир био је међу најпознатијим певачима Авганистана; током 60-тих и 70-тих година добио је национално и међународно признање у земљама попут Ирана и Таџикистана.
Током деведесетих година, авганистански грађански рат утицао је на то да су многи музичари морали да побегну, а касније је талибанска влада забранила инструменталну музику и јавно стварање музике. Талибанске казне за оне које ухвате да свирају или оне које ухвате да имају касете кретале су се од конфискације истих са упозорењем до тешког премлаћивања и слање у затворе. Многи људи су и даље тајно свирали своје инструменте. Прогнани музичари из познатог округа Кабабат у Кабулу отворили су пословне просторе у Пешавару у Пакистану, где су наставили своје музичке активности. Већина музичке индустрије Авганистана очувана је путем циркулације у Пешавару, а одржавање концерата за авганистанске извођаче помогло је да се индустрија одржи активном.
Од 2001. године и америчке интервенције у Авганистану и уклањањем талибана, музичка сцена је почела да се поново појављује. Неке групе, попут ансамбла Кабоул, стекле су међународну репутацију. Поред тога, традиционална паштунска музика (посебно на југоистоку земље) ушла је у период "златних година", каже истакнути портпарол авганистанског Министарства унутрашњих послова Лутфулах Машал.
Рок музика полако ствара основе у земљи, а Кабул Дримс је један од ретких авганских рок бендова; формирани 2008. године и тврде да су први. Осим тога, телевизијске серије певачких такмичења као што је "Авганистанска звезда" постале су популарне последњих година, укључујући оне које су раније забрањене.

## Хип Хоп
Авганистански хип хоп је врста музике која је популарна међу авганистанским младима и имигрантској заједници. Поседује велики део стила традиционалног хип хопа, али ствара додатни нагласак на ретке културне звуке. Авганистански хип хоп се углавном пева на Дари (персијском) језику, пашту и енглеском језику. Један популаран хип хоп уметник је ди џеј Бешо (Бежан Зафармал), становник Кабула. Други је "Феноменални Касим", који је познат у Канади и репује на персијском, пашту и енглеском језику. Најновији албум Касима изашао је у фебруару 2013. године у Канади. Кабулска музичарка Сусан Фируз води се као први женски рапер Авганистана. Сонита Ализадех је још једна авганистичка реперка, која је постала озлоглашена због писања музике у знак протеста због присилних уговорених бракова.

## Додатна читања
- Baily, John; Blacking, John (1988). Music of Afghanistan: Professional Musicians in the City of Herat. Cambridge University Press. ISBN 978-0-521-25000-9.
- Sakata, Hiromi Lorraine (1983). Music in the Mind: The Concepts of Music and Musician in Afghanistan. Kent State University Press. ISBN 978-0-87338-265-6.
- Slobin, Mark (1976). Music in the Culture of Northern Afghanistan. University of Arizona Press. ISBN 978-0-8165-0498-5.